# Timo Baumgartl
Timo Baumgartl (ur. 4 marca 1996 w Böblingen) – niemiecki piłkarz grający na pozycji obrońcy w PSV Eindhoven.

## Życiorys
W czasach juniorskich trenował w klubach GSV Maichingen, SSV Reutlingen 05 (2010–2011) i VfB Stuttgart (2011–2014). W barwach seniorskich rezerw tego ostatniego zadebiutował 18 grudnia 2013 w przegranym 1:2 meczu z rezerwami Borussii Dortmund. W sumie rozegrał dla nich w trzeciej lidze 23 mecze, w których strzelił trzy gole. Pod koniec 2014 roku zadebiutował w oficjalnych rozgrywkach w pierwszym zespole Stuttgartu. Miało to miejsce w Bundeslidze 8 listopada w przegranym 0:2 spotkaniu z Werderem Brema. Do gry wszedł w 65. minucie, zastępując Daniela Schwaaba. 25 lipca 2019 odszedł za 10 milionów euro do holenderskiego PSV Eindhoven.